# Mikroregiony v Česku
Mikroregiony v Česku jsou svazky obcí sestávající primárně z obcí, sekundárně z organizací. Řídí se dle zákona č. 128/2000 Sb., tak i dle občanského zákoníku. Celkový počet mikroregionů uvedených v databázi Centra pro regionální rozvoj ČR k 1. listopadu 2010 je 564.

## Počet mikroregionů v okresech
| Okres               | Počet mikroregionů |
| ------------------- | ------------------ |
| Brno-venkov         | 26                 |
| Klatovy             | 20                 |
| Zlín                | 19                 |
| Jindřichův Hradec   | 18                 |
| Hodonín             | 18                 |
| Uherské Hradiště    | 18                 |
| Rychnov nad Kněžnou | 18                 |
| Znojmo              | 17                 |
| Plzeň-sever         | 16                 |
| Třebíč              | 14                 |
| Kroměříž            | 14                 |
| Tachov              | 14                 |
| Náchod              | 13                 |
| Domažlice           | 13                 |
| Plzeň-jih           | 13                 |
| Litoměřice          | 13                 |
| Jihlava             | 12                 |
| Přerov              | 12                 |
| Ústí nad Orlicí     | 12                 |
| Benešov             | 12                 |
| Strakonice          | 12                 |
| Karlovy Vary        | 12                 |
| Vsetín              | 11                 |
| Svitavy             | 11                 |
| Semily              | 11                 |
| Trutnov             | 11                 |
| Liberec             | 11                 |
| Praha-západ         | 11                 |
| Prachatice          | 11                 |
| Chomutov            | 11                 |
| Pelhřimov           | 10                 |
| Žďár nad Sázavou    | 10                 |
| Kutná Hora          | 10                 |
| Břeclav             | 10                 |
| Prostějov           | 10                 |
| Chrudim             | 10                 |
| Hradec Králové      | 10                 |
| Mladá Boleslav      | 10                 |
| Nymburk             | 10                 |
| Praha-východ        | 10                 |
| České Budějovice    | 10                 |
| Vyškov              | 9                  |
| Olomouc             | 9                  |
| Jablonec nad Nisou  | 9                  |
| Jičín               | 9                  |
| Kolín               | 9                  |
| Mělník              | 9                  |
| Louny               | 9                  |
| Blansko             | 8                  |
| Havlíčkův Brod      | 8                  |
| Frýdek-Místek       | 8                  |
| Pardubice           | 8                  |
| Beroun              | 8                  |
| Rakovník            | 8                  |
| Tábor               | 8                  |
| Cheb                | 8                  |
| Sokolov             | 8                  |
| Děčín               | 8                  |
| Bruntál             | 7                  |
| Opava               | 7                  |
| Šumperk             | 7                  |
| Český Krumlov       | 7                  |
| Teplice             | 7                  |
| Česká Lípa          | 6                  |
| Kladno              | 6                  |
| Příbram             | 6                  |
| Písek               | 6                  |
| Rokycany            | 6                  |
| Ústí nad Labem      | 6                  |
| Nový Jičín          | 5                  |
| Jeseník             | 5                  |
| Plzeň-město         | 5                  |
| Most                | 4                  |
| Ostrava-město       | 3                  |
| Brno-město          | 2                  |
| Karviná             | 1                  |